# 申訴專員
申訴專員，又稱為監察使、護民官，是指專門調查人民對公職人員就延誤處理、不公平對待等事宜所提控告的特派人員。一般指由政府委任、並獨立於政府部門的調查員，以香港為例，香港申訴專員是申訴專員公署的首長，負責調查及調解市民對政府部門及部分由政府資助的公營機構的投訴。部分國家的申訴專員職位或機關置於立法權之下，例如議會監察使；而中華民國則依照憲法規定，設置擁有憲政機關層級的監察院，由專門的監察委員組成，在法律上與行政、立法、司法、考試等其他四大憲政機關平級。
申訴專員包括但不限於政府委任，部分監察政府運作的組織，例如報社及非政府組織等，亦會設立申訴專員一職，從第三者的角色監督政府。除此之外，部分行業會設有申訴專員，負責處理該行業內的投訴，在外國有銀行及財務服務申訴專員、保險業申訴專員等。